# Júda ben Dávid Hajjudzs
Júda ben Dávid Hajjudzs (héberül: הודה בן דוד חיוג׳, arabul: أبو زكريا يحيى بن داؤد حيوج الفاسي), (Fez, 945 körül – Córdoba, 1012) középkori zsidó nyelvtudós.
Córdobában Menáhem ben Szaruk tanítványa volt, majd önálló mesterré vált, kortársaitól pedig a „rós ha-medakdekim” ('a grammatikusok elseje') címet érdemelte ki, egyben sokan őt tartják a héber nyelvtudomány megalapítójának. Nála jelent meg először az úgynevezett „három betűs tövek elmélete”, amelyet a gyenge és a két egyforma betűből álló gyökökre is alkalmazott. Rendszerét – amely hat igemódot (binjan) ismer – a terminológiával és paradigmákkal együtt az arab nyelvészet hatására dolgozta ki. Stílusa világos, kerüli a zavaró kitéréseket, mert tankönyvnek szánta művét. Tisztelettel emlékezik a korábbi tudósokról, kiemelt figyelmet fordít a pontozás szabályaira. Arab nyelven megírt könyvét később Mózes ibn Dzsikatilla és Ábrahám ibn Ezra is héber nyelvre fordította.